# Howard Gobioff
Howard Bradley Gobioff (Kansas City, Missouri, 29. svibnja 1971. – New York City, 11. ožujka 2008.) bio je američki računalni znanstvenik.

## Životopis
Diplomirao je računalnu znanost i matematiku na University of Maryland, College Park. Na Carnegie Mellon University, radio je na projektu umreženih sigurnih diskova, prije doktorata u računalnoj znanosti. Umro je iznenada od limfoma u 36. godini života.
Godine 1999. Gobioff počinje raditi za Google, koji je u to vrijeme mala tvrtka u pokretanju za koju radi samo 40 ljudi. Kao softverski inženjer radio je na sustavu za oglašavanje, te na sustavu za pretraživanje i indeksiranje. Godine 2004. je kao Googleov tehnički direktor pokrenuo i vodio njihov centar za istraživanje i razvoj u Tokiju.

## Google datotečni sustav
Howard Gobioff bio je jedan od arhitekata Googleova datotečnog sustava, distribuiranog datotečnog sustava koji je Google razvio za svoje potrebe.

## Patenti u SAD-u
Gobioff je registriran kao suizumitelj na 11 patenata u SAD-u za vrijeme života i poslije smrti.
- SAD patent 7065618 – Ghemawat, Gobioff, & Leung (2006.). Leasing shema za operacije koje mijenjaju podatke.[9]
- SAD patent 7107419 – Ghemawat, Gobioff, Leung, & Desjardins (2006.). Sustavi i metode za izvršavanje operacija dodavanja zapisa.[10]
- SAD patent 7222119 – Ghemawat, Gobioff, & Leung (2007.). Shema za zaključavanje imeničkih prostora.[11]
- SAD patent 7739233 – Ghemawat, Gobioff, & Leung (2010.). Sustavi i metode za repliciranje podataka.[12]
- SAD patent 7827214 – Ghemawat, Gobioff, & Leung (2010.). Održavanje podataka u datotečnom sustavu.[13]
- SAD patent 7865536 – Ghemawat, Gobioff, & Leung (2011.). Sustavi i metode za skupljanje otpada.[14]
- SAD patent 8042112 – Zhu, Ibel, Acharya, & Gobioff (2011.). Upravljački program skupljača podataka za pretraživač.[15]
- SAD patent 8065268 – Ghemawat, Gobioff, & Leung (2011.). Sustavi i metode za repliciranje podataka.[16]
- SAD patent 8504518 – Ghemawat, Gobioff, & Leung (2013.). Sustavi i metode za repliciranje podataka.[17]
- SAD patent 8707312 – Zhu, Ibel, Acharya, & Gobioff (2014.). Ponovno korištenje dokumentata u skupljaču podataka za pretraživač.[18]
- SAD patent 8707313 – Zhu, Ibel, Acharya, & Gobioff (2014.). Upravljački program skupljača podataka za pretraživač.[19]

## Vanjske poveznice
- University of Maryland / Computer Science Department: Alumni Hall of Fame – Howard Gobioff (engl.)
- Blair Alumni.org – Howard Gobioff  Arhivirana inačica izvorne stranice od 16. prosinca 2014. (Wayback Machine) (engl.)